# Stifterův buk
Stifterův buk (původně nazývaný Machtlův buk) byl významný strom nedaleko Horní Plané v okrese Český Krumlov v Jihočeském kraji. Strom proslavil spisovatel Adalbert Stifter, který pod jeho korunou rád sedával. Buk zanikl roku 1994, ale dodnes se na jeho místě nachází torzo kmene a připomíná ho i informační tabule naučné stezky.

## Základní údaje
- název: Machtlův buk, Stifterův buk, buk Adalberta Stiftera
- výška: 17 m[1]
- šířka koruny: 21 m[1]
- obvod: 570 cm[1]
- věk: 300 let[3]
- souřadnice: 48°45'39.706"N, 14°2'55.52"E

Strom také Stifter zmiňuje ve své povídce Žula.

## Popis stromu
Buk měl velmi širokou (21 m) a pravidelnou korunu. Do svého zániku byl nejmohutnějším stromem v okolí Horní Plané. Kmen byl rozlomen vichřicí 8.12.1979, ale žil dál až do roku 1994. Dodnes (2019) jsou na místě pozůstatky tlejícího kmene. Toto místo je šestou zastávkou 4,6 km dlouhé naučné stezky Adalbert Stiftera.

## Významné a památné stromy okolí
- Stifterův smrk
- Lípa na Dobré Vodě (památný strom)
- Cypřišky na Dobré Vodě (skupina památných stromů)
- park Horní Planá (skupina památných stromů)